# Teutonic thrash metal
Teutonic Thrash Metal är ett samlingsnamn för en grupp tyska thrash metal-band på 1980-talet från Tyskland, och används mer eller mindre fortfarande i dag. Betydande band inom kategorin är band som Kreator, Sodom, Destruction och Tankard.
Begreppet "Teutonic" eller "Teuton" var ett medeltida begrepp för germaner och folk som talade germanska språk. Till skillnad från majoriteten av de amerikanska banden hade de tyska banden ett betydligt hårdare sound.

## Teutonic thrash metal-band
- Kreator
- Sodom
- Destruction
- Tankard
- Exumer(en)
- Protector
- Holy Moses
- Darkness
- Angel Dust (band)(en)
- Assassin
- Minotaur
- Iron Angel
- Necronomicon